# Omnívoro

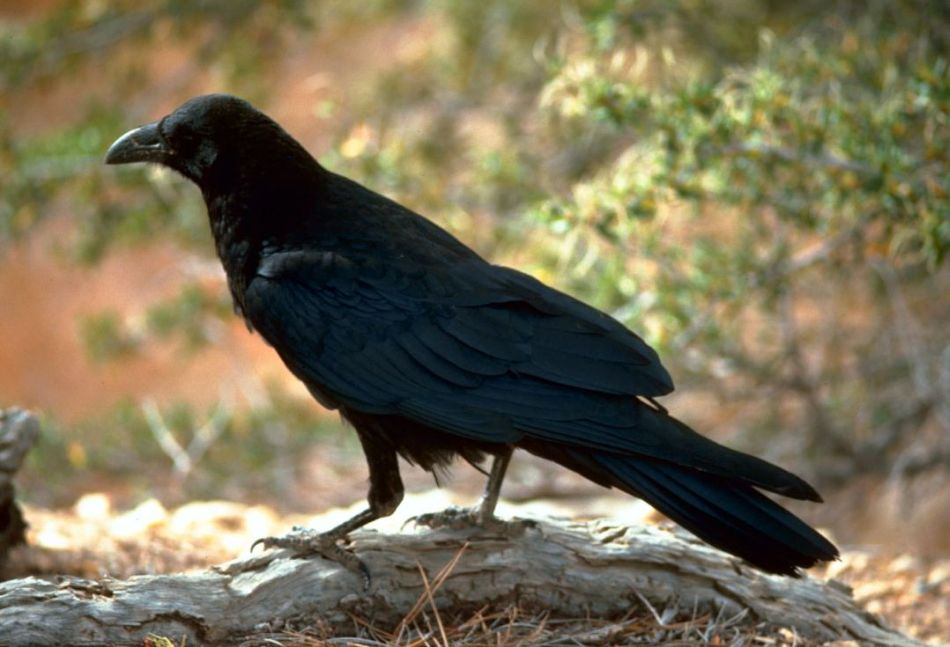
Los cuervos son omnívoros.

Los animales omnívoros (del latín omnivŏrus; de omnis, ‘todo’, y vorāre, ‘comer’) son aquellos que se alimentan tanto de animales como de plantas.
Son comedores oportunistas y generalistas, que no están específicamente adaptados para comer y digerir ni material vegetal ni carne exclusivamente. Los cerdos son un ejemplo bien conocido de animal omnívoro. Los córvidos son otro ejemplo de un omnívoro común.
Aunque hay casos de herbívoros que a veces también comen carne, y casos de carnívoros que comen plantas, esta distinción se refiere a las adaptaciones y fuente primaria de alimento de la especie en general, de modo que estas excepciones no hacen que el ejemplar en concreto o la especie en general sean omnívoros.

## Grupos
Son omnívoros, entre otros, los siguientes grupos de animales:
- Mamíferos omnívoros:
  - El ser humano.
  - La mayoría de los suiformes, como los cerdos y jabalíes.
  - Los osos, exceptuando algunos, como el oso polar y el panda.
  - Varias especies de cánidos, entre ellos el perro, los chacales, los zorros, de manera oportunista pueden consumir frutas, granos e insectos cuando su comida habitual escasea por lo que algunos se refieren a ellos como omnívoros, aunque en realidad son carnívoros[6] (tanto por su dieta habitual como por sus adaptaciones del aparato digestivo, incluidos los músculos de la mandíbula y dientes especializados para matar y remover la carne de sus presas).
  - Los erizos.
  - El mapache boreal.
  - Algunos roedores, como los ratones, ratas y ardillas.
  - Los coatíes.
  - Las zarigüeyas.
  - Las mofetas.
- Aves omnívoras:
  - Aves del género Rhea (el avestruz y el ñandú).
  - El género Larus (las gaviotas) y Gallus (las gallinas).
  - Los casuarios.
  - Los trepadores.
  - Algunos córvidos, como el cuervo, el grajo y la urraca.
  - El kea.
  - La mayoría de las de la familia Rallidae.
- Peces omnívoros:
  - Las morenas.
  - El pez arquero.
  - El pez globo.
  - El pez guppy.
  - La mojarrita.
- Reptiles omnívoros:
  - Lacertilia.
  - Algunas tortugas.

## El ser humano
De igual manera, el ser humano es también un animal omnívoro. En las primeras especies del género Homo, el paso de una alimentación eminentemente vegetariana no se debió a cuestiones culturales, sino a los desajustes metabólicos provocados por un mayor desarrollo cerebral. Sin embargo, en el humano, una dieta demasiado rica en proteínas necesita el complemento de carbohidratos y grasas, de lo contrario pueden aparecer carencias nutricionales importantes que pueden incluso provocar la muerte. 
Entre las evidencias para considerar omnívoros a los humanos, se pueden citar:
- La evidencia arqueológica indica que los humanos tuvieron una dieta que incluía carne, fueron cazadores-recolectores desde sus inicios. Cuando comenzó la domesticación de las fuentes de alimento, se dio tanto con vegetales como con animales.
- La cantidad y distribución de los diferentes tipos de células del intestino (más que su longitud) son el rasgo más importante para determinar una dieta típica. Los perros son carnívoros en origen, pero sus características intestinales presentan más rasgos en común con los omnívoros. Los lobos, por su parte, comen bastante material vegetal.
- Casi todos los comedores de plantas tienen cubas de fermentación (cámaras donde la comida permanece un tiempo mientras es atacada por microbios). Los rumiantes como la vaca y el ciervo tienen sacos anteriores (esófago y estómago modificados); los caballos, rinocerontes y los monos colobinos tienen sacos posteriores, en el epigastrio. Los humanos no poseen tales especializaciones.
- La evidencia sobre la estructura y función de nuestras manos y quijadas, comportamiento, e historia evolutiva, o bien apoya la idea de una dieta omnívora, o bien falla en sustentar un vegetarianismo estricto. Pero la mejor evidencia está en los dientes: los caninos cortos de los humanos son una consecuencia funcional de un cráneo expandido y la necesaria reducción en el tamaño de las quijadas. En los primates, los caninos funcionan tanto como armas defensivas como de amenaza visual; los gorilas y geladas (que son los grupos con caninos más grandes) tienen una dieta básicamente vegetariana. En los sitios arqueológicos, molares humanos rotos se confunden a veces con premolares o molares de cerdos (un omnívoro clásico). Por otro lado, algunos herbívoros tienen incisivos bien desarrollados que también a veces se confunden con los de los humanos.
- Las glándulas salivales también indican que somos omnívoros. La saliva y la orina varían, más que según el grupo taxonómico, de acuerdo a la dieta.

Citando al Dr. John McArdle (vegetariano, anatomista y especialista en primates):

Los humanos son un ejemplo clásico de omnívoro en todos los rasgos anatómicos relevantes. Ni la anatomía ni la fisiología permiten suponer que los humanos están preadaptados a una dieta vegetariana. Por lo cual, los mejores argumentos en favor de una dieta sin carnes siguen siendo los ecológicos, éticos, o las cuestiones de salud.